# 豪恩多夫魏爾格拉本河
49°09′56″N 10°43′29″E / 49.16544°N 10.72478°E
豪恩多夫魏爾格拉本河是德國的河流，位於該國東南部，由巴伐利亞負責管轄，屬於內瑟爾巴赫河的左支流，河道全長5.7公里，發源自豪恩多夫。